# Jakab Csaba (labdarúgó)
Jakab Csaba (Szombathely, 1972. szeptember 3.–) korábbi magyar labdarúgó, jelenleg a Szombathelyi Haladás kapusedzője. Tagja volt a magyar ifjúsági és olimpiai válogatottnak[forrás?].
Labdarúgó-pályafutásának befejezését követően edző illetve kapusedző lett.

## Pályafutása labdarúgóként
9 éves korában került a Haladás VSE utánpótláscsapataihoz, ahol végigjárta a ranglétrát. Kapusként szerepelt, nevelőedzője volt az olimpiai bajnok Szarka Zoltán. Magyarországon korosztálya legjobbjai közé tartozott, így 56 alkalommal ölthette magára a különböző utánpótlás-válogatottak mezét, és három alkalommal az olimpiai csapatban is védett. Az NB I-ben 10 mérkőzésen szerepelt.
Felnőtt pályafutása során igazolt játékosa volt a Haladás VSE-nek (1988-90 és 1991-94, NB I ill. NB II), a Sabaria-Tipo-nak (1990-91, NB II), a Győri Rába ETO-nak (1994-96, NB I), a Matáv-Sopronnak (1996-99, NB I/B). Magyarországi karrierjét ausztriai is követte, hiszen szerepelt az SV Kukmirnban (1999-2002, 2003-2006, Landesliga), az SV Güssingben (2002-03, Landesliga), az SV Mischendorfban (2006-07, Zweite Liga) és az USV Festenburgban (2007-2010, Gebietsliga).

## Pályafutása edzőként
2001-ben UEFA B-licences tanfolyamot végzett el sikeresen, ám már 2000-től a szombathelyi Lurkó UFC edzője volt, egészen 2007-ig. Ekkor Zalaegerszegre került, ahol egy évet az NB I-es csapat kapusedzőjeként dolgozott, majd a 2008-09-es szezonban a ZTE FC utánpótlásában. Egy évig (2009-10) az NB I-es Lombard FC Pápa utánpótlásában tevékenykedett. 2008-tól két éven át az U19-es női, az U18-as férfi és az U15-ös fiúválogatott trénereként alkalmazta a Magyar Labdarúgó Szövetség. 2013-ban kapusedzői licence-et is szerzett.
Labdarúgó-pályafutásához hasonlóan edzőként is működött Ausztriában, ahol az SV Stegersbach, az SV Neuberg, az SV Oberdof, az SV Pilgersdorf, az SV Jennersdorf és az USV Birkfeld kapusedzőjeként dolgozott.

## Jelenleg
2010 októbere óta a Szombathelyi Haladás labdarúgócsapatának kapusedzője. 2016 májusáig 166 alkalommal ült az NB I-es kispadon.

## Tanítványai
Legnevesebb tanítványai a korábbi magyar válogatott Vlaszák Géza és Rózsa Dániel, a magyar válogatott szereplési rekordere Király Gábor, valamint az NB I-ben is bemutatkozott Pogacsics Krisztián, Mursits Roland és Gőcze Gergő.